# حامل پرچم
حاملِ پرچم (به انگلیسی: Flag carrier) به آن دسته از شرکت‌های ترابری نظیر شرکت‌های هواپیمایی یا کشتی‌رانی گفته می‌شود که به صورت محلی در یک کشور خاص به ثبت رسیده‌باشند و برای انجام عملیات بین‌المللی خود از حقوق و مزایای ویژهٔ دولتی استفاده کنند. این شرکت‌ها و سازمان‌ها ممکن است دولتی، یا در مالکیت دولت، یا خصوصی و تعیین‌شده از طرف دولت باشند. از این شرکت‌ها گاه به‌عنوان سازمان‌ها و موسسه‌های ملی نیز نام برده می‌شود.

## فهرست شرکت‌های هواپیمایی حامل پرچم
شرکت‌های هواپیمایی در جدول زیر «حامل پرچم» به‌شمار می‌روند. این شرکت‌ها ممکن است در مالکیت دولت بوده یا حامل پرچم بودن آن‌ها از طرف دولت مقرر شده‌باشد.